# 南瓦町 (名古屋市)
南瓦町（みなみかわらまち）は、愛知県名古屋市中区の地名。

## 歴史

### 沿革
- 明治初年 - 愛知郡南瓦町が成立[3]。
- 1878年（明治11年）
  - 12月20日 - 名古屋区編入により、同区南瓦町となる[3]。
  - 12月28日 - 名古屋新田外三ヶ村の南瓦町、北小路・南小路を合併する[3]。
- 1889年（明治22年）10月1日 - 名古屋市成立により、同市南瓦町となる[3]。
- 1908年（明治41年）4月1日 - 中区編入により、同区南瓦町となる[3]。
- 1944年（昭和19年）2月11日 - 栄区編入により、同区南瓦町となる[3]。
- 1945年（昭和20年）11月3日 - 栄区廃止により、中区南瓦町となる[3]。
- 1969年（昭和44年）10月21日 - 一部が中区栄五丁目に編入される[4]。
- 1977年（昭和52年）10月23日 - 中区新栄一丁目に編入され消滅する[3]。